# Джулия Робъртс
Джулия Фиона Робъртс (на английски: Julia Fiona Roberts) е американска актриса и продуцентка, носителка на редица награди, сред които една „Оскар“ за най-добра женска роля във филма „Ерин Брокович“ (2000) и три „Златен глобус“ (1990, 1991 и 2001 г.).
Тя е най-високо платената актриса в Холивуд след Анджелина Джоли. Става популярна с филма „Хубава жена“ (1990), който реализира приходи от 464 млн. щ.д. Филмите ѝ „Мистична пица“ (1988), „Версия Пеликан“ (1993), „Сватбата на най-добрия ми приятел“ (1997), „Нотинг Хил“ (1999), „Булката беглец“ (1999), „Бандата на Оушън“ (2001), „Бандата на Оушън 2“ (2004), „Войната на Чарли Уилсън“ (2007), „Денят на влюбените“ (2010), „Яж, моли се и обичай“ (2010) и „Огледалце, огледалце“ (2012) реализират колективни приходи от над 2,6 млрд. щатски долара. и превръщат Джулия Робъртс в една от най-успешните американски актриси.
Робъртс е сред най-скъпо платените актриси в света през 90-те г. и първата половина на 21 век; тя оглавява класацията за най-влиятелните жени звезди с високи доходи на изданието „Холивуд Рипортър“ през 2005 г. Хонорарът ѝ за продукцията „Хубава жена“ възлиза на 300 хил. щатски долара, а през 2003 г. актрисата получава безпрецедентната сума от 25 млн. щатски долара за ролята си в „Усмивката на Мона Лиза“ (2003 г.). Към 2017 г. е на 9-о място сред най-добре платените актриси в света с 12 млн. щатски долара.
Робъртс присъства в класацията „50-те най-красиви личности в света“ на списание People дванадесет пъти. През 2011 г. е обявена за една от 100-те най-сексапилни жени на всички времена в едноименната класация на списание „Менс Хелт“. През 2001 г. списание „Лейдис Хоум Джърнал“ я поставя на 11-о място сред най-влиятелните жени в САЩ.
Има собствена кинокомпания – Red Om Films и се занимава с благотворителна дейност. Състоянието ѝ се оценява на около 250 млн. щ.д.
Интересен факт за Джулия Робъртс е, че въпреки световната си известност тя няма звезда на холивудската Алея на славата.

## Биография

### Семейство и детски години
Джулия Робъртс е родена в град Атланта (според някои източници това е град Смирна близо до Атланта), Джорджия, САЩ в болницата Emory Crawford Long (днешна Emory University Hospital Midtown) в семейството на Уолтър Грейди Робъртс (* 1933, † 1977) – продавач на прахосмукачки и на съпругата му Бети Лу Бридемъс (* 1934, † 2015) – агентка недвижими имоти, както и театрални актьори. Има английска, шотландска, ирландска, уелска и шведска кръв. Баща ѝ е баптист, а майка ѝ римокатоличка – самата Джулия също е възпитана като католичка. По-големият ѝ брат Ерик Робъртс (* 18 април 1956), с когото не поддържа близки отношения до 2004 г., сестра ѝ Лиса Робъртс Джилан (* 1 януари 1965) и племенницата ѝ Ема Робъртс (* 10 февруари 1991) също са актьори. Има и една полусестра – Нанси Мотс (* 1976, † 2014), родена от втория брак на майка ѝ, която умира след предозиране с лекарства. Дядо ѝ по майчина линия е футболната легенда Уендъл Джон Бридемъс.
Родителите на Джулия Робъртс се срещат, докато играят в театрални постановки за армията. По-късно основават школата Atlanta Actors and Writers в Атланта, Джорджия. Ръководят и детско училище за актьорско майсторство в Дикейтър, Джорджия. Децата на Мартин Лутър Кинг и Корета Скот Кинг посещават училището, а Уолтър Робъртс е учител по музика на първородната им дъщеря Йоланда Дениз Кинг. В знак на благодарност Мартин Лутър Кинг плаща престоя на майката на Джулия в болницата, когато тя е бременна с Джулия.
Родителите на Джулия сключват брак през 1955 г. През 1971 г. майка ѝ подава молба за развод, който става реалност през 1972 г. От 1972 г. бъдещата актриса живее в Смирна (Джорджия), където посещава училищата Fitzhugh Lee Elementary School, Griffin Middle School и Campbell High School. През 1972 г. майка ѝ се омъжва повторно за театралния критик Майкъл Мотс – алкохолик и насилник, към когото Джулия изпитва страх и презрение. Бракът трае до 1983 г., когато завършва с развод поради упражняваното над семейството насилие. Междувременно, когато Джулия е на 10 г., от рак умира биологичният ѝ баща.
Като дете Джулия иска да стане ветеринар. Тя свири на кларинет в училищния оркестър. След като завършва гимназия Campbell High School в Смирна, се записва в специалност „Журналистика“ в Държавния университет на Джорджия (Georgia State University), но не го завършва. Заминава за Ню Йорк с идеята да стартира актрьорска кариера. Там подписва договор с модната агенция Click Modeling Agency и започва да посещава уроци по актьорско майсторство.

### Актьорска кариера

#### 1987 – 1989 г.
Робъртс се появява за първи път на големия екран на 12 февруари 1988 г. във филма „Удовлетворение“ (Satisfaction), в който си партнира с Лиъм Нийсън и Джъстин Бейтман в ролята на член на музикална група, която се отправя на лятно турне. Преди това има малка роля във филма „Червена кръв“ (Blood Red) (заснет през 1987 г. и пуснат по кината през 1989 г.), в който участва и брат ѝ Ерик Робъртс, но за разлика от него актрисата има само две реплики във филма.
Своя дебют на телевизионния екран тя прави в първия сезон на поредицата „Криминална история“ (Crime Story) с Денис Фарина, като в епизода „Оцеляване“, излъчен на 13 февруари 1987 г., изиграва млада жена – жертва на изнасилване.
Първият ѝ снимачен успех, макар и подложен на доста критични коментари, е филмът „Мистична пица“ (Mystic Pizza) през 1988 г., а през същата година се снима и във финала на четвъртия сезон на полицейския телевизионен сериал „Маями Вайс“ (Miami Vice).
През 1989 г. Робъртс изиграва млада съпруга – диабетичка във филма „Стоманени магнолии“ (Steel Magnolias), като получава първата си номинация от Филмовата академия на САЩ в категория „Най-добра поддържаща женска роля“ и печели наградата „Златен глобус“ в същата категория.

#### 1990 – 2000 г.
Актрисата става световноизвестна с ролята си на „пепеляшка“ във филма „Хубава жена“ (Pretty Woman) (1990), където си партнира с Ричард Гиър. Ролята ѝ е дадена, след като е отказана от Мишел Пфайфър, Моли Рингуолд, Мег Райън, Дженифър Джейсън Лий, Карън Алън и Дарил Хана (която също участва във филма „Стоманени магнолии“). Ролята на красивата проститутка ѝ донася през 1991 г. втора номинация за „Оскар“ в категорията „Главна женска роля“ и втори „Златен глобус“ в категорията „Най-добра актриса в мюзикъл или комедия“. Филмът чупи рекорда за продажби на билети в САЩ за романтична комедия и печели 463,4 млн. щ.д. по света. През същата година Робъртс е в ролята на един от петимата студенти по медицина, правещи тайни експерименти с близки до смъртта преживявания във филма на ужасите „Линия на смъртта“ (Flatliners). Следващият ѝ филм се радва на комерсиален успех и печели 192,5 млн. щ.д. по света: това е трилърът „Врагът в моето легло“ (Sleeping with the Enemy), където изиграва жена – жертва на домашно насилие от страна на съпруга ѝ (в ролята Патрик Бъргин), която успява да избяга и да започне нов живот в Айова. Джулия освен това се превъплъщава в ролята на феята Тинкърбел във филма „Хук“ (Hook) (1991) на Стивън Спилбърг и на медицинска сестра във филма „Да умреш млад“ (Dying Young) (1991). И двата филма се радват на комерсиален успех.
Следва двугодишна пауза, в която Робъртс не снима нови филми и се появява за кратко във филма „Играчът“ (The Player) (1992) на Робърт Олтман. В началото на 1993 г. списание „Пийпъл“ публикува статия със заглавие „Какво се случи с Джулия Робъртс?“. Отново през 1993 г. на актрисата е предложена ролята на Ани Рийд в „Безсъници в Сиатъл“, но тя я отхвърля. Тя играе заедно с Дензъл Уошингтън във филма „Версия „Пеликан““ (The Pelican Brief) (1993) по едноименния роман на Джон Гришам. В него тя е млада студентка по право, която разкрива заговор, излагайки себе си и другите в опасност. Филмът има комерсиален успех, печелейки 195,2 млн. щ.д. по целия свят. Нито един от следващите ѝ филми обаче – „Обичам неприятностите“ (I Love Trouble) (1994), „Прет-а-порте“ (Prêt-à-Porter) (1994) и „Тема за разговор“ (Something to Talk About) (1995) не са особено добре приети от критиците.
През 1996 г. актрисата се появява на телевизионния екран във втория сезон на ситкома „Приятели“ (Friends) (13-и епизод), като за целта подготвя сцените си 3 дни (6 – 8 януари). По това време тя има връзка с актьор от сериала – Матю Пери. По време на снимките на епизода героите на Пери и Робъртс се целуват, а Джулия споделя пред снимачния екип: „Радвам се, че имахме възможността да тренираме сцената през уикенда.“ Година по-рано, през 1995 г. Джулия отхвърля предложението да изиграе Елеанор Модерац в „Докато ти спеше“. През същата година си партнира с Лиъм Нийсън в „Майкъл Колинс“ (Michael Collins) в ролята на Кити Кирнан – приятелката на убития ирландски революционен лидер и участва във филма на Стивън Фриърс „Мери Райли“ (Mary Reilly) в ролята на прислужницата на д-р Джекил; филмът е оценен негативно от критици и зрители.
В края на 90-те години Робъртс се радва на нов успех в жанра романтична комедия. В „Сватбата на най-добрия ми приятел“ (My Best Friend's Wedding) (1997) тя си партнира с Дърмът Мълроуни, Камерън Диас и Рупърт Евърет в ролята на кулинарна критичка, която осъзнава, че е влюбена в най-добрия си приятел и се опитва да го спечели след решението му за женитба. Филмът жъне успех по приходи в световен план и се смята за един от най-добрите романтични комедийни филми за всички времена. През 1998 г. Робъртс се появява в „Улица Сезам“ като героиня антипод на Елмо, която открито показва своите емоции. На актрисата е предложена ролята на Вайола ди Лисепс във „Влюбеният Шекспир“ (1998), но тя отхвърля предложението. Робъртс участва в драмата „Втората майка“ (Stepmom) (1998), където си партнира със Сюзън Сарандън; филмът се върти около сложните взаимоотношения между нелечимо болна майка и бъдещата мащеха на децата ѝ. Докато отзивите на критиците са смесени, филмът печели 159,7 млн. щ.д. по целия свят.
През 1999 г. Робъртс си партнира с Хю Грант в „Нотинг Хил“ (Notting Hill) в ролята на известна актриса, която се влюбва в собственик на книжарница в затруднение. Филмът измества „Четири сватби и едно погребение“ като най-големия британски хит в историята на киното, а печалбите в световен мащаб възлизат на 363 млн. щ.д. Образец на съвременни романтични комедии в масовата култура, филмът е приет добре от критиците. Рецензентът на Си Ен Ен Пол Клинтън нарича Робъртс „кралицата на романтичната комедия, [чието] царуване продължава“ и отбеляза: „Нотинг Хил стои сам като поредната забавна и сърцераздирателна история за любовта срещу всички пречки.“
Актрисата си сътрудничи отново с колегите си от „Хубава жена“ Ричард Гиър и Гери Маршал в „Булката беглец“ (Runaway Bride) (1999), където играе ролята на жена, оставила поредица от годеници пред олтара. Филмът има смесени отзиви от критиците, но се представя доста добре в боксофиса с печалба от 309,4 млн. щ.д. по целия свят.
Робъртс е гост звезда в „Империята“ – епизод 20 на Сезон 9 на телевизионния сериал „Закон и ред“ (Law & Order). По онова време тя излиза с актьора от сериала Бенджамин Брат. За участието си в него актрисата е номинирана за награда „Еми“ в категорията „Най-добра гостуваща актриса в сериал“.

#### 2001 – 2005 г.
През 2001 г. Робъртс получава наградата на Филмовата академия на САЩ в категорията „Най-добра актриса“ за превъплъщението си в ролята на американската активистка във филма „Ерин Брокович“ (Erin Brockovich), която успява да заведе дело срещу калифорнийския енергиен гигант Пасифик Гас и Електрик Къмпани. Така тя става първата актриса с платени 20 млн. щ.д. за филм. „Ерин Брокович“ печели 256,3 млн. щ.д. по целия свят, а Робъртс – наградата „Оскар“ за най-добра актриса в главна роля. През декември 2000 г. Робъртс, която е най-добре платената актриса на 90-те години, става първата актриса, която влиза в списъка на „Холивуд Репортър“. За филма тя трябва да се научи да използва дясната си ръка, понеже е левичарка. През същата година нейната компания Шулейс Пръдакшънс прави сделка с Джо Рот – тогавашен президент на Уолт Дисни Къпани.
На следващата година, докато връчва наградата „Най-добър актьор“ на Дензъл Уошингтън, актрисата прави гаф, като казва, че се радва, че Том Конти не присъства на награждаването. Всъщност Джулия има предвид композитора и диригента Бил Конти, който предходната година се опитва да съкрати речта на Джулия по време на връчването на Оскарите, но по погрешка споменава името на шотландския актьор Том Конти.
След „Ерин Брокович“ Робъртс снима романтичната комедия „Любимците на Америка“ (America's Sweethearts) заедно с Били Кристъл, Джон Кюзак и Катрин Зита-Джоунс. Холивудската продукция е режисирана от Джо Рот и разказва за идеалната двойка Гуен и Еди, които се разделят, когато Гуен оставя Еди заради друг мъж. Джулия изиграва сестрата на Гуен, която преди е била с наднормено тегло и е тайно влюбена в Еди (Джон Кюсак) от години. Рецензиите за филма като цяло са неблагоприятни, а критиците отбелязват, че въпреки известните актьори във филма липсват симпатични герои и той е забавен само на „тласъци“. Независимо от това филмът е истински търговски успех, като реализира брутни приходи от 138 млн. щ.д.
През 2001 г. Робъртс участва в гангстерската комедия на Гор Върбински „Мексиканецът“ (The Mexican), което ѝ предоставя възможността да си партнира с дългогодишен неин приятел Брад Пит. За реализирането на сценария първоначалното намерение е да не се търсят филмови звезди, но Робъртс и Пит, които от известно време търсят проект, при който могат да работят заедно, научават за филма и решават да подпишат договори за участие. Филмът е рекламиран като типична романтична комедия, но не се фокусира само върху връзката между героите на Робъртс и Пит (двамата актьори имат сравнително малко общи сцени). „Мексиканецът“ успява да събере 66,8 млн. щ.д.
През есента на 2001 г. Робъртс работи с режисьора на „Ерин Брокович“ Стивън Содърбърг по филма „Бандата на Оушън“ (Ocean's Eleven) – комедийно-криминален филм, римейк на филма на Рат пак със същото име от 1960 г. Във филма участват Джордж Клуни, Брад Пит и Мат Деймън. Робъртс е в ролята на бившата жена на лидера Дани Оушън (Клуни), изигран в оригиналния филм от Анджи Дикинсън. Героинята на Джулия Робъртс флиртува със собственика на казино (Анди Гарсия). За да се подготви за ролята си, Робъртс гледа оригиналния филм с участието на Дикинсън най-малко седем пъти. „Бандата на Оушън“ жъне успех и сред критиците и се превръща в петият филм с най-големи брутни приходи за годината от 450 млн. щ.д. по цял свят.
През 2003 г. актрисата участва в драмата „Усмивката на Мона Лиза“ (Mona Lisa's Smile) на Майк Нюъл, в която си партнира с Кирстен Дънст, Маги Джилънхол и Джулия Стайлс. Робъртс получава рекордните 25 млн. щ.д. за ролята си на преподавателка по история с нестандартно мислене в Уелсли Колидж през 1953 г. Героинята ѝ провокира консервативните си студентки да поставят под въпрос традиционните роли, в които обществото ги поставя. За да се подготви за ролята, актрисата посещава часове по история на изкуството в Нюйоркския университет. Хонорарът ѝ за този филм е най-високият, заплащан на актриса дотогава. Филмът получава доста хладни отзиви от критиците, които го определят като „предсказуем и заложил на сигурен сюжет без изненади“.
През 2004 г. Робъртс заменя Кейт Бланшет във филма на Майк Никълс „Отблизо“ (Closer) – романтична драма по сценарий на Патрик Марбър, базирана на едноименната пиеса от 1997 г. Във филма участват още Джъд Лоу, Натали Портман и Клайв Оуен. „Отблизо“ представя взаимоотношенията в любовен четириъгълник, който се превръща в заплетена мрежа от любов, страст, секс и предателство. Отново през 2004 г. актрисата влиза за втори път в ролята на Тес Оушън в продължението на криминално-комедийната поредица на Стивън Содърбърг – „Бандата на Оушън 2“ (Oceans' Twelve). Филмът е умишлено много по-нетрадиционен от първия и това се вижда в сцена, в която персонажът на Робъртс се представя за реалната Джулия Робъртс поради силната прилика между двете, в което вярват героите на филма. Филмът не става толкова популярен колкото първата част, но реализира брутни приходи от 363 млн. щ.д., предимно от прожекциите извън САЩ. За разлика от актьорите, с които си партнира във втората част, Джулия Робъртс не взима участие в третата последна част на поредицата.
През 2005 г. тя се снима в музикалното видео към сингъла Dreamgirl на Дейв Матюс Бенд – първата ѝ проява в музикален клип.
Робъртс се появява в списъка на „Холивуд Репортър“ с 10-те най-добре платени актриси от самото му през 2002 г. до 2005 г.

#### 2006 – 2010 г.
През 2006 г. Робъртс участва като дубльорка в два анимационни филма – „Биячът на мравки“ (The Ant Bully) и „Паяжината на Шарлот“ (Charlotte's Web). През същата година е рекламно лице на Джанфранко Фере и лицето ѝ се появява в 8 печатни реклами, за което получава 5 млн. щ.д.
Актрисата прави своя дебют на Бродуей на 19 април 2006 г. като Нан, антипод на Брадли Купър и Пол Ръд, в новата постановка по пиесата на Ричард Грийнбърг от 1997 г. „Три дена дъжд“ (Three Days of Rain). Въпреки че пиесата има успех и реализира брутни приходи от продажби на билети от почти 1 млн. щ.д. само за първата си седмица, играта на Робъртс е подложена на критика. Бен Брантли от The New York Times описва Робъртс като „съзнателна (особено по време на първото действие), но едва запозната с героите, които трябва да изиграе.“ Брантли критикува още „крехката пиеса на Грийнбърг“, като допълва че „е почти невъзможно да се откроят артистичните качества на фона на тази скована и накъсана интерпретация, режисирана от Джо Мантело.“ Клайв Барнс пише за The New York Post: „Намразих пиесата. Колкото и да ми е неприятно, ако трябва да бъда честен, намразих пиесата. Най-малко ми хареса дъждът – три дни дъжд изглеждаха като цяла вечност.“ „Три дни дъжд“ получава две номинации за наградата за драматургия „Тони“.
Следващият ѝ филм е „Войната на Чарли Уилсън“ (Charlie Wilson's War) (2007) с Том Ханкс и Филип Сиймур Хофман, и с режисьор Майк Никълс. Той се базира на книгата на бившия журналист от Си Би Ес Джордж Крайли (издадена на 21 декември 2007 г.). Робъртс е в ролята на светската дама Джоан Херинг – любовница на конгресмена от Демократическата партия в Тексас Чарлз Уилсън. Излиза на 21 декември 2007 г. с признание на критиката, а актрисата печели шестата си номинация за Златен глобус.
Тя играе ролята на майка, чиято смърт дава старт на историята в независимата драма „Светулки в градината“ (Fireflies in the Garden) (2008) с участието на Райън Рейнолдс и Уилям Дефо. Филмът е представен на Международния филмов фестивал в Берлин през февруари 2008 г., след което тръгва по кината в Европа; в Северна Америка се излъчва чак през 2011 г.
През 2009 г. Робъртс участва заедно с Клайв Оуен в средно успешния трилър „Двуличие“ (Duplicity), играейки агентка на ЦРУ, която си сътрудничи с друг шпионин, за да извърши сложна измама. За изпълнението си получава седмата си номинация за Златен глобус. През декември същата година френската козметична компания Ланком обявява, че тя ще бъде лицето ѝ по света.

#### 2010 – 2018 г.
През 2010 г. Робъртс се снима в романтичната комедия „Денят на влюбените“ (Valentine's Day), в която играе ролята на капитан от Американската армия в еднодневен отпуск. Тя също така участва в едноименната филмова адаптация на книгата на Елизабет Гилбърт „Яж, моли се и обичай“ (Eat, Pray, Love). Докато получава предварително 3 млн. щ.д. срещу 3 процента от брутната си шестминутна роля в „Денят на влюбените“, „Яж, моли се и обичай“ отбелязва най-високите резултати за Робъртс в бокс-офис класацията от излизането на филма „Любимците на Америка“ до този момент. Тя качва 4,5 кг от изядената по време на заснемането на филма паста.
По-късно през същата година актрисата удължава договора си с Ланком за период от 5 години и за сумата от 32 млн. британски лири (50 млн. щатски долара).
През 2011 г. Робъртс изиграва ролята на Мерцедес Таино – преподавателка в колеж и в интимна връзка с мъж на средна възраст (Том Ханкс), който се връща към образованието, в романтичната комедия „Лари Краун“ (Larry Crowne), режисирана от Том Ханкс. Като цяло лентата получава слаби рецензии – само 35% от 175-те ревюта в Rotten Tomatoes оценяват филма като добър, а играта на Робъртс като силна. Въпреки това комедийното изпълнение на актрисата е добре прието.
През 2012 г. Робъртс се появява в екранизацията на „Снежанка“, озаглавена „Огледалце, огледалце“ (Mirror Mirror), където изиграва Злата мащеха – кралица Клементияна, антипод на Снежанка (Лили Колинс).
През 2013 г. участва в черната комедия „У дома през август“ (August: Osage County) в ролята на една от трите дъщери на героинята на Мерил Стрийп. Във филма става въпрос за неработещо семейство, което се обединява отново в семейната къща, когато техният патриарх изведнъж изчезва. За ролята си тя получава номинации за: „Златен глобус“, Наградата на Гилдията на филмовите актьори на САЩ, Наградата на филмовите критици и тази в категорията „Най-добра актриса в поддържаща роля“ на Академията на филмовите изкуства и науки на САЩ. За нея това е четвъртата номинация на Филмовата академия.
През 2014 г. Робъртс играе ролята на д-р Ема Брукнер – персонаж, базиран на д-р Линда Лаубенщайн, в телевизионната адаптация на пиесата на Лари Креймър от ерата на СПИН „Нормално сърце“ (The Normal Heart), излъчена по HBO. Филмът е аплодиран от критиката, а списание „Венити Феър“ в рецензията си пише: „Междувременно Робъртс бръмчи от праведен Ерин Броковичен гняв. Между този филм и „У дома през август“ тя издълбава една нова хубава ниша за себе си, играейки крехки жени, които показват своята любов и загриженост чрез експлозивен нрав". Ролята ѝ носи номинация за наградата „Еми“ за изключителна поддържаща актриса в минисериал или филм. Робъртс освен това е разказвач в „Жените в Холивуд“ – епизод от втория сезон на Makers: Women Who Make America.
През 2015 г. тя се появява в пролетно-лятната кампания на Живанши. През същата година е в ролята на скърбяща майка в малко гледания филм „Тайната в очите им“ (Secret in Their Eyes), в който участват Никол Кидман и Чуетел Еджиофор. Филмът е римейк на едноименния аржентинския филм от 2009 г., и двата са базирани на романа La pregunta de sus ojos на Едуардо Сачери.
През 2016 г. Робъртс отново си сътрудничи с режисьора Гари Маршал в ролята на майка, дала детето си за осиновяване, в романтичната комедия „Денят на мама“ (Mother's Day), в който участват и Дженифър Анистън, Кейт Хъдсън, Джейсън Судейкис и Тимъти Олифант. Филмът с бюджет от 25 млн. щ.д. получава „преобладаващо отрицателни отзиви", но постига умерен успех с печалба от 48,5 млн. щ.д. Актрисата играе и в трилъра „Пулсът на парите“ (Money Monster), режисиран от Джоди Фостър, в който си партнира с Джордж Клуни и Джак О'Конъл. Филмът, представен извън конкурса на Филмовия фестивал в Кан, разказва историята на телевизионна водеща (Робъртс) и нейния продуцент, които са отвлечени по време на предаване от човек, ядосан заради загубата на спестяванията си поради предложена му от програмата инвестиция.
През 2017 г. Робъртс играе майка на момче със синдром на Трийчър Колинс в американския филм „Чудо“ (Wonder) – екранизация на едноименния роман от 2012 г. на Рейчъл Паласио. С брутен световен оборот от 305,9 млн. щ.д. филмът се очертава като един най-гледаните филми с нейно участие. През същата година списание „Форбс“ я поставя на 8-о място сред най-добре платените актриси с печалба от 12 млн. щ.д.
През 2018 г. актрисата е в ролята на сътрудничка на секретна правителствена служба в телевизионния сериал „Завръщане у дома“ (Homecoming), чиято премиера е на 2 ноември 2018 г. по Амазон Видео. За него тя получава номинация за Златен глобус за 2019 г. като най-добра актриса в драматичен сериал. Робъртс освен това участва заедно с младия Лукас Хеджис във филма „Бен се завърна“ (Ben Is Back), в който е майка, опитваща се да спаси сина си от наркотиците.

#### Филмово продуцентство
Робъртс, заедно със сестра си Лиса Робъртс Джилан и с Мариса Йерес Джил ръководи продуцентската компания Ред Ом Филмс (Red Om е фамилното име на съпруга ѝ Moder, изписано отзад напред). Чрез Red Om Робъртс е изпълнителен продуцент на първите четири епизода на сериала „Американско момиче“ (базирани на линията кукли American Girl), излезли между 2004 и 2008 г. Продукциите се концентрират около живота на тийнейджърки от различни периоди от американската история.

## Личен живот

### Произход
В епизод от 2023 г. на документалния телевизионен сериал Finding Your Roots („Да откриеш корените си“) Робъртс научава, че фамилното име на нейния прапрапрадядо по бащина линия всъщност е Мичъл, а не Робъртс. Актрисата също научава, че нейните предци са притежавали роби. Тя е далечна братовчедка на колегата си актьор Едуард Нортън.

### Връзки и бракове
Говори се че Робъртс е имала връзки с актьорите Джейсън Патрик, Лиъм Нийсън, Кийфър Съдърланд, Дилън Макдермот (1989) и Матю Пери. За кратко е сгодена за Съдърланд; те се разделят три дни преди планираната им сватба на 11 юни 1991 г.
На 25 юни 1993 г. се омъжва за кънтри певеца Лайл Ловет, а сватбата е в църквата St. James Lutheran в Марион, Индиана. Двамата се развеждат на 22 март 1995 г.
От 1997 г. до 2001 г. Робъртс има връзка с актьора Бенджамин Брат.
Робъртс среща съпруга си – оператора Дениъл Моудър на снимките на филма „Мексиканецът“ през 2000 г., докато все още се среща с Брат. По онова време Моудър е женен за Вера Стаймберг, но се развежда година по-късно. На 4 юли 2002 г. двамата се женят в ранчото на Джулия в Таос, Ню Мексико. От брака си те имат двама сина и една дъщеря: на 28 ноември 2004 г. със спешно цезарово сечение ражда дъщеря им Хейзъл Патриша Моудър и сина им Финиъс (Фин) Уолтър Моудър, а на 18 юни 2007 г. на бял свят се появява синът им Хенри Дениъл Моудър. Актрисата притежава супер луксозна и екологична вила в Малибу, Калифорния. През 2015 г. тя и съпругът ѝ харчат колосалните 20 млн. щ.д., за да превърнат дома си в екологичен.

### Религиозни убеждения
Робъртс разкрива в интервю за сп. Elle през 2010 г., че изповядва хиндуизма. Тя е поклонник на Шри Ним Кароли Баба (Махарадж-джи). Именно неговата снимка е привлякла актрисата към хиндуизма.
През септември 2009 г. Свами Дарам Дев от ашрам „Хари Мандир“ в индийския град Патауди, Харяна, където Робъртс снима филма „Яж, моли се и обичай“, дава на децата ѝ нови имена на хиндуистки богове: Хейзъл е прекръстена на Лакшми, Фин на Ганеша, а Хенри – на Кришна Баларама.

### Благотворителност
Джулия Робъртс посвещава част от своето време и ресурси на УНИЦЕФ и на други благотворителни организации. На 10 май 1995 г. тя пристига в столицата на Хаити Порт о Пренс, както самата тя твърди: „...за да се образовам“. Беднотията, с която се сблъсква, е огромна. „Сърцето ми ще се пръсне“, казва тя. Служителите на УНИЦЕФ се надяват, че 6-дневната визита на актрисата ще донесе допълнителни средства: по онова време са необходими около 10 млн. щ.д.
През 2000 г. Робъртс разказва за неврологичното разстройство „Синдром на Рет“ в документалния филм „Тихи ангели“ (Silent Angels). Той е сниман в Лос Анджелис, Балтимор и Ню Йорк Сити. Целта му е обществото да научи повече за болестта и да бъде съпричастно.
През юли 2006 г. Earth Biofuels обявява Робъртс за говорител на компанията и за председател на новосформирания ѝ Консултативен борд, който насърчава използването на възобновяеми горива.
Актрисата също така насърчава и кампанията „Зов за промяна“ (Chime for Change) на Гучи, чиято цел е да се увеличат правата и влиянието на жените.
Робъртс е гласът на Майката природа в късометражния филм на Conservation International от 2014 г., целящ да повиши съзнанието на оцществеността относно климатичните промени.

### Други
9000-годишен скелет на жена, изкопан в България през ноември 2004 г., е наречен от археолозите „Джулия Робъртс“ заради перфектните ѝ зъби и усмивка.
На връчването на Наградите на публиката (Peoples Choice Awards) през 2002 г. Робъртс признава, че е голям фенка на американския телевизионен сериал от 1965 г. „Дните от живота ни“ (Days of Our Lives) и поисква да седне близо до актьорския състав.
Тя е голяма почитателка на индийската актриса Айшвария Рай, на американската актриса Катрин Хепбърн и на американската рок група „Дейв Матюс Бенд“.
Посочва актрисата Шърли Маклейн за неин ментор по актьорско майсторство и за най-добра приятелка. Освен това е близка с Брус Уилис, Том Ханкс, Джордж Клуни, Брад Пит, Сюзън Сарандън, Натали Портман, Дейвид Летърман и Дейв Матюс.

## Участия
| година | филм                              | оригинално заглавие             | роля                   | режисьор                 | жанр                              | забел.                     |
| ------ | --------------------------------- | ------------------------------- | ---------------------- | ------------------------ | --------------------------------- | -------------------------- |
| 1987   | Пожарна команда                   | Firehouse                       | Бабс                   | Джей Кристиан Ингвордсен | комедия                           |                            |
| 1988   | Удовлетворение                    | Satisfaction                    | Дарил                  | Джоан Фрийман            | романтична комедия                |                            |
| 1988   | Мистична пица                     | Mystic Pizza                    | Дейзи Аруджо           | Доналд Петри             | романтична комедия, драма         |                            |
| 1988   | Баха Оклахома                     | Baja Oklahoma                   | Кенди Хътчинс          | Боби Рот                 | комедия, драма                    | тв филм                    |
| 1989   | Кърваво червено                   | Blood Red                       | Мария Кологеро         | Питър Мастерсън          | драма, романтичен, уестърн        |                            |
| 1989   | Стоманени магнолии                | Steel Magnolias                 | Шелби Итънтън Лашери   | Хърбърт Рос              | драма, романтичен                 |                            |
| 1990   | Хубава жена                       | Pretty Woman                    | Вивиан Уорд            | Гари Маршал              | романтична комедия                |                            |
| 1990   | Линия на смъртта                  | Flatliners                      | д-р Рейчъл Манъс       | Джоел Шумахер            | драма, ужаси, фантастика          |                            |
| 1991   | Врагът в моето легло              | Sleeping with the Enemy         | Лора Бърни             | Джоузеф Рубeн            | драма, трилър                     |                            |
| 1991   | Да умреш млад                     | Dying Young                     | Хилари О'Нийл          | Джоел Шумахер            | драма, романтичен                 |                            |
| 1991   | Хук                               | Hook                            | Камбанка               | Стивън Спилбърг          | приключенски, комедия, семеен     |                            |
| 1992   | Играчът                           | The Player                      | Джулия Робъртс         | Робърт Олтмън            | комедия, драма, криминален        |                            |
| 1993   | Версия Пеликан                    | The Pelican Brief               | Дарби Шоу              | Алън Дж. Пакула          | криминален, драма, мистерия       |                            |
| 1994   | Обичам неприятностите             | I Love Trouble                  | Сабрина Питърсън       | Чарлз Шейър              | екшън, романтична комедия         |                            |
| 1994   | Прет-а-порте                      | Prêt-à-Porter                   | Ан Айзенхауер          | Робърт Олтмън            | комедия, драма                    |                            |
| 1995   | Тема за разговор                  | Something to Talk About         | Грейс Кинг Бишон       | Ласе Халстрьом           | романтична комедия, драма         |                            |
| 1996   | Мери Райли                        | Mary Reilly                     | Мери Райли             | Стивън Фриърс            | драма, романтичен                 |                            |
| 1996   | Майкъл Колинс                     | Michael Collins                 | Кити Кирнан            | Нийл Джордан             | биографичен, драма, трилър        |                            |
| 1996   | Всеки казва „Обичам те“           | Everyone Says I Love You        | Вон                    | Уди Алън                 | романтична комедия, мюзикъл       |                            |
| 1997   | Сватбата на най-добрия ми приятел | My Best Friend's Wedding        | Джулиан Потър          | Пи Джей Хогън            | романтична комедия                |                            |
| 1997   | Теория на конспирацията           | Conspiracy Theory               | Алис Сътън             | Ричард Донър             | екшън, криминален, мистерия       |                            |
| 1998   | Втората майка                     | Stepmom                         | Изабел Кели            | Крис Кълъмбъс            | комедия, драма                    | и изпълнителна продуцентка |
| 1999   | Нотинг Хил                        | Notting Hill                    | Ана Скот               | Роджър Мичъл             | романтична комедия, драма         |                            |
| 1999   | Булката беглец                    | Runaway Bride                   | Маги Карпентър         | Гари Маршал              | романтична комедия                |                            |
| 2000   | Ерин Брокович                     | Erin Brockovich                 | Ерин Брокович          | Стивън Содърбърг         | биографичен, драма                |                            |
| 2001   | Мексиканецът                      | The Mexican                     | Саманта                | Гор Вербински            | приключенски, комедия, криминален |                            |
| 2001   | Любимците на Америка              | America's Sweethearts           | Катлийн (Кики) Харисън | Джо Рот                  | романтична комедия                |                            |
| 2001   | Бандата на Оушън                  | Ocean's Eleven                  | Тес Оушън              | Стивън Содърбърг         | комедия, трилър                   |                            |
| 2002   | Великият шампион                  | Grand Champion                  | Джолин                 | Бари Туб                 | комедия, семеен; кратка поява     |                            |
| 2002   | Фронтално                         | Full Frontal                    | Катрин / Франческа     | Стивън Содърбърг         | романтична комедия                |                            |
| 2002   | Самопризнанията на един опасен ум | Confessions of a Dangerous Mind | Патриша Уотсън         | Джордж Клуни             | биографичен, комедия, криминален  |                            |
| 2003   | Усмивката на Мона Лиза            | Mona Lisa Smile                 | Катрин Ан Уотсън       | Майк Нюъл                | драма                             |                            |
| 2004   | Отблизо                           | Closer                          | Ана                    | Майк Никълс              | драма, романтичен                 |                            |
| 2004   | Бандата на Оушън 2                | Ocean's Twelve                  | Тес Оушън              | Стивън Содърбърг         | криминален, трилър                |                            |
| 2007   | Войната на Чарли Уилсън           | Charlie Wilson's War            | Джоан Херинг           | Майк Никълс              | биографичен, комедия, драма       |                            |
| 2008   | Светулки в градината              | Fireflies in the Garden         | Лиза Тейлър            | Денис Лий                | драма                             |                            |
| 2009   | Двуличие                          | Duplicity                       | Клеър Стенуик          | Тони Гилрой              | криминален, романтичен, трилър    |                            |
| 2010   | Денят на влюбените                | Valentine's Day                 | Кейт                   | Гари Маршал              | романтична комедия                |                            |
| 2010   | Яж, моли се и обичай              | Eat Pray Love                   | Лиз Гилбърт            | Райън Мърфи              | драма, романтичен                 |                            |
| 2011   | Лари Краун                        | Larry Crowne                    | Мерседес Тейно         | Том Ханкс                | романтична комедия, драма         |                            |
| 2012   | Огледалце, огледалце              | Mirror Mirror                   | Кралицата              | Тарсем Сингх             | приключенски, комедия, драма      |                            |
| 2013   | У дома през август                | August: Osage County            | Барбара Уестън         | Джон Уелс                | драма                             |                            |
| 2014   | Нормално сърце                    | The Normal Heart                | д-р Ема Брукнър        | Райън Мърфи              | драма, трилър                     | тв филм                    |
| 2015   | Тайната в очите им                | Secret in Their Eyes            | Джес                   | Били Рей                 | трилър                            |                            |
| 2016   | Денят на мама                     | Mother's Day                    | Миранда                | Гари Маршал              | романтична комедия                |                            |
| 2016   | Пулсът на парите                  | Money Monster                   | Пати Фен               | Джоди Фостър             | трилър                            |                            |
| 2017   | Чудо                              | Wonder                          | Изабел                 | Стивън Чбоски            | драма                             |                            |
| 2018   | Бен се завърна                    | Ben is Back                     | Холи Бърнс             | Питър Хеджис             | драма                             |                            |
| 2022   |                                   | Ticket to Paradise              | Джорджа                | Ол Паркър                | комедия, романтичен               |                            |
| 2023   |                                   | Leave the World Behind          | Аманда Сандфорд        | Сам Исмаил               | драма                             |                            |
|        |                                   | Little Bee                      | Ритеш Батра            |                          | драма, трилър                     | и продуцентка              |

| година | филм               | оригинално заглавие                     | роля            | режисьор       | жанр                   | бел.                                                               |
| ------ | ------------------ | --------------------------------------- | --------------- | -------------- | ---------------------- | ------------------------------------------------------------------ |
| 1987   | Криминална история | Crime Story                             | Трейси          | Алан Майърсън  | криминален             | еп.18/сезон 1: Survivor                                            |
| 1988   | Маями Вайс         | Miami Vice                              | Поли Уилър      | Ричард Комптън | полицейски             | еп.22/сезон 4: Mirror Image                                        |
| 1996   | Приятели           | Friends                                 | Сюзи            | Майкъл Лембек  | ситком                 | еп.3/сезон 2: The One After the Superbowl: Part 2 (28 януари 1996) |
| 1998   | Мърфи Браун        | Murphy Brown                            | Джулия Робъртс  | Барнет Келман  | комедия                | еп. 21 и 22/сезон 10: Never Can Say Goodbye: Part 1 & Part 2       |
| 1999   | Закон и ред        | Law & Order                             | Катрина Лудлов  | Матю Пен       | полицейски             | еп. 20/сезон 9: Empire                                             |
| 2018   | Завръщане у дома   | Homecoming                              | Хайди Бергман   | Сам Есмаил     | драма, трилър          | сериал; 10 епизода; изпълнителна продуцентка                       |
| 2018   | Да танцуваме       | Let's Dance                             | жена във влака  | Джъстин Пек    | късометражен музикален | сегмент The Commuter                                               |
| 2020   |                    | Fast Times at Ridgemont High Table Read | Стейси Хамилтън | Иван Дудински  | комедия                | видео                                                              |
| 2021   |                    | Gaslit                                  | Марта Мичъл     |                | драма                  | сериал, изпълнителна продуцентка                                   |
| 2021   |                    | Happy Diamonds                          | танцуваща жена  | Ксавиер Долан  | късометражен           |                                                                    |
| 2022   |                    | Gaslit                                  | Марта Мичъл     |                | драма                  | сериал; 8 епизода                                                  |
| 2023   |                    | Lacome: La Vie Est Belle                |                 | Еманюел Аджей  |                        | късометражен филм                                                  |

| година | филм                          | оригинално заглавие                                             | роля               | режисьор              | жанр                              |
| ------ | ----------------------------- | --------------------------------------------------------------- | ------------------ | --------------------- | --------------------------------- |
| 1996   |                               | Poetry, Passion, the Postman: The Poetic Return of Pablo Neruda | себе си            | Шенън Макинтош        | късометражен документален тв филм |
| 2006   | Биячът на мравки              | The Ant Bully                                                   | Хова               | Джон А. Дейвис        | анимация, приключенски            |
| 2006   | Паяжината на Шарлот           | Charlotte's Web                                                 | Шарлот             | Гари Уиник            | комедия                           |
| 2011   | Любов, сватба, пълен брак     | Love, Wedding, Marriage                                         | Терапевката на Ава | Дермот Малруни        | комедия                           |
| 2014   |                               | Makers: Women in Hollywood                                      | разказвач          | Линда Голдщанй Нортън | тв документален филм              |
| 2014   |                               | Nature is Speaking                                              | Майката Природа    |                       | късометражен филм                 |
| 2017   | Смърфовете: Забравеното селце | Smurfs – The Lost Village                                       | Смърфиола          | Кели Азбъри           | анимация, приключенски            |

| година | оригинално заглавие | част от                                   | забел.         |
| ------ | ------------------- | ----------------------------------------- | -------------- |
| 1990   | Kiss                | Хубава жена                               |                |
| 1991   | Hush, Little Baby   | Врагът в леглото ми                       | неизписано име |
| 1996   | All My Life         | Всеки казва „Обичам те“                   |                |
| 1998   | If I Needed You     | Втора майка                               |                |
| 2008   | Dreamgirl           | Rage (еп. Ready for My Close Up' Special) | тв сериал      |

| година      | оригинално заглавие                                                                           | роля                                                      | режисьор                        | забел.                       |
| ----------- | --------------------------------------------------------------------------------------------- | --------------------------------------------------------- | ------------------------------- | ---------------------------- |
| 1991        | The Making of 'Sleeping with the Enemy'                                                       | себе си                                                   |                                 | късометражно видео           |
| 1992 и 1997 | In the Wild (-Cheetahs with Holly Hunter (1997) и -Orangutans with Julia Roberts (992))       | себе си                                                   |                                 | тв сериал                    |
| 1993        | Hollywood's Leading Ladies with David Sheehan                                                 | себе си                                                   | Роб Кац, Дейвид Шийнън          | тв филм                      |
| 1994        | A Century fo Cinema                                                                           | себе си                                                   | Керълайн Томас                  | филм                         |
| 1995        | Before Your Eyes: Angelie's Secret                                                            | себе си                                                   |                                 | тв филм                      |
| 1998        | AFI's 100 Years... 100 Movies: America's Greatest Movies                                      | себе си                                                   | Гари смит и Дан Нетър           | тв филм                      |
| 1999        | AFI's 100 Years... 100 Stars: America's Greatest Screen Legends                               | себе си                                                   | Гари Смит и Дан Нетър           | TV Special                   |
| 2000        | 2000 Blockbuster Entertainment Awards                                                         | себе си                                                   |                                 | специален тв филм            |
| 2000        | Spotlight on Location: Erin Brockovich                                                        | себе си                                                   |                                 | късометражен тв филм         |
| 2000        | Silent Angels: The Rett Syndrome Story                                                        | себе си и разказвач                                       | Бари Райнхарт                   | тв филм                      |
| 2001        | E! True Hollywood Story (Joan Rivers)                                                         | себе си                                                   |                                 | тв сериал                    |
| 2001        | Spotlight on Location: Notting Hill                                                           | себе си                                                   |                                 | късометражно видео           |
| 2001        | America: A Tribute to Heroes                                                                  | себе си                                                   | Джоел Галън и Бет Макарти-Милън | TV Special                   |
| 2002        | Rank (The 25 Most Powerful People in Entertainment)                                           | себе си                                                   |                                 | тв сериал                    |
| 2003        | Intimate Portrait (в еп. от 16 януари Erine Brockovich)                                       | себе си                                                   |                                 | тв сериал                    |
| 2003        | Freedom: A History of US (в еп. What Is Freedom? и Yearning to Breathe Free)                  | Virginia Eyewitness / Appleton's Journal                  | Шенън Макинтош                  | тв поредица; 2 епизода       |
| 2004        | Tell The Who You Are                                                                          | себе си                                                   | Маркс Уекслър                   | филм                         |
| 2004        | Biography (в еп. Brad Pitt и Richard Gere)                                                    | себе си                                                   |                                 | тв сериал                    |
| 2000 и 2005 | Nature (в еп. From Orphan to King (2005) и Wild Horses of Mongolia with Julia Roberts (2000)) | себе си                                                   |                                 |                              |
| 2006        | Who Needs Sleep?                                                                              | себе си                                                   | Хаскъл Уекслър                  | филм                         |
| 2006        | Beslan: Three Days in September                                                               | разказвач                                                 | Джо Халдърман                   | филм                         |
| 2006        | American Masters (в еп. Annie Leibovitz: Life Through a Lens)                                 | себе си                                                   |                                 | филм                         |
| 2007        | Charlotte's Web: Making Some Movie и Charlotte's Web: Some Voices                             | себе си                                                   |                                 | късометражни видеа           |
| 2007        | AFI's 100 Years... 100 Movies: 10th Anniversary Edition                                       | себе си                                                   | Гари Смит                       | тв филм                      |
| 1997 – 2007 | HBO First Look (в 6 епизода)                                                                  | себе си                                                   |                                 | късометражен тв сериал       |
| 2008        | Fields of Fuel                                                                                | себе си/говорителка и председателка на School Bus America | Джош Тикъл                      | филм                         |
| 2009        | Cinetipp (еп. от 26 април Duplicity)                                                          | себе си                                                   |                                 | тв сериал (Германия)         |
| 2010        | Hope for Haiti Now: A Global Benefit for Earthquake Relief                                    | себе си                                                   |                                 | TV Special                   |
| 2011        | Extraordinary Moms                                                                            | разказвач                                                 |                                 | тв филм; изпълн. продуцентка |
| 2011        | His Way (Неговият път)                                                                        | себе си                                                   | Дъглас Макграт                  | тв филм                      |
| 2010 2016   | Le grand journal de Canal+ (в 2 еп: 12.5.2016 и 21.9.2010)                                    | себе си                                                   |                                 | тв сериал                    |
| 2018        | Filmelier Drops (еп. 5/сезон 1: 6 filmes do Oscar 2018 que você precisa assistir)             | себе си                                                   |                                 | тв поредица                  |
| 2019        | The Movies (в 5 епизода)                                                                      | себе си и актриса                                         |                                 | тв поредица                  |
| 2020        | The Happy Days of Garry Marshall                                                              | себе си                                                   | Джон Шайнфилд                   | TV Special                   |
| 2020        | Die Pretty Woman Story                                                                        | себе си                                                   | Клаудия Манес                   | филм (Германия)              |

## Награди и номинации
| година | филм                                       | награда | спечелена/номинация |
| ------ | ------------------------------------------ | --- | ------------------- |
| 1988   | „Мистична пица“                            | Независима награда за най-добра главна женска роля (Independent Spirit Awards) Награда за най-добра млада актриса в драма (Young Artist Awards) | Номинации           |
| 1990   | „Стоманени магнолии“                       | Награда „Златен глобус“ за най-добра поддържаща женска роля | Спечелена           |
| 1990   | „Стоманени магнолии“                       | Награда на Филмовата академия на САЩ за най-добра поддържаща женска роля | Номинация           |
| 1991   | „Хубава жена“                              | Награда „Златен глобус“ за най-добра актриса в мюзикъл или комедия | Спечелена           |
| 1991   | „Хубава жена“                              | Награда на Филмовата академия на САЩ за най-добра актриса Награда на БАФТА за най-добра актриса в главна роля | Номинации           |
| 1990   | „Линия на смъртта“                         | Награда „Сатурн“ за най-добра поддържаща роля | Номинация           |
| 1991   | „Да умреш млад“                            | Филмови награди на MTV за най-добро женско представяне и за най-желана жена | Номинации           |
| 1991   | „Да спиш с врага“                          | Награда „Сатурн“ за най-добра актриса | Номинация           |
| 1992   | „Хук“                                      | Награда за най-лоша поддържаща актриса (Razzie Awards) | Номинация           |
| 1993   | „Версия Пеликан“                           | Филмова награда на MTV за най-добро женско представяне | Номинация           |
| 1994   | „Прет-а-порте“                             | Награда за най-добра актриса на National Board of Review | Спечелена           |
| 1996   | „Мери Райли“                               | Награда за най-лоша актриса (The Stinkers Bad Movie Awards) | Номинация           |
| 1997   | „Теория на конспирацията“                  | Награда за любима актриса в съспанс на Blockbuster Entertainment | Получена            |
| 1997   | „Сватбата на най-добрия ми приятел“        | Награда за любима актриса в комедия на Blockbuster Entertainment | Спечелена           |
| 1997   | „Сватбата на най-добрия ми приятел“        | Награда „Златен глобус“ за най-добра актриса в мюзикъл или комедия Награда „Сателит“ за най-добра актриса в мюзикъл или комедия Филмова награда на MTV за най-добро женско представяне | Номинации           |
| 1998   | „Втората майка“                            | Награда за любима филмова актриса на Nickelodeon Kids’ Choice | Номинация           |
| 1998   | „Втората майка“                            | Награда за любима актриса в драма на Blockbuster Entertainment | Спечелена           |
| 1999   | „Булката беглец“                           | Награда за любима актриса в романтична комедия Филмова награда на MTV за най-добро женско представяне | Номинации           |
| 1999   | „Булката беглец“                           | Награда за любима филмова актриса на Nickelodeon Kids’ Choice | Номинация           |
| 1999   | „Нотинг Хил“                               | Награда за любима филмова двойка (с Хю Грант) и Награда за любима актриса в романтична комедия Награда „Златен глобус“ за най-добра актриса в мюзикъл или комедия Награда „Сателит“ за най-добра актриса в мюзикъл или комедия | Номинации           |
| 2000   | „Ерин Брокович“                            | Награда БАФТА за най-добра актриса в главна роля Награда на Асоциацията на филмовите критици за най-добра актриса Награда на Blockbuster Entertainment за най-добра актриса в драма Награда на Лондонските филмови критици за актриса на годината Награда на Филмовите критици в Лос Анджелис за най-добра актриса Филмова награда на MTV за най-добро женско представяне Награда на Oбщността на филмовите критици в Сан Диего за най-добра актриса Награда на Гилдията на актьорите за отличаващо се женско представяне в главна роля                      | Спечелени           |
| 2000   | „Ерин Брокович“                            | Награда на Бостънската общност на филмовите критици за най-добра актриса Награда на Чикагската филмова асоциация за най-добра актриса Награда на Асоциацията на филмовите критици в Далас за най-добра актриса Награда Empire за най-добра актриса Награда на Общността на филмовите критици в Лас Вегас за най-добра актриса Филмова награда на MTV за най-добра филмова реплика Филмова награда на MTV за най-желана актриса Награда на онлайн асоциацията на филмовите критици за най-добра актриса Награда „Сателит“ за най-добра актриса в игрален филм | Номинации           |
| 2001   | „Ерин Брокович“                            | Награда на Филмовата академия на САЩ за най-добра актриса Награда „Златен глобус“ за най-добра актриса в игрален филм – драма | Спечелени           |
| 2001   | „Мексиканецът“                             | Награда Teen Choice Awards за на-добра химия на избора (с Брад Пит) | Номинация           |
| 2002   | „Бандата на Оушън“                         | Награда на Общността на филмовите критици във Феникс за най-добър актьорски състав (с Анди Гарсия, Мат Деймън, Джордж Клуни и др.) | Номинация           |
| 2004   | „Бандата на Оушън 2“                       | Награда на Асоциацията на филмовите критици за най-добър актьорски състав | Номинация           |
| 2004   | „Отблизо“                                  | Награда на Асоциацията на филмовите критици за най-добър актьорски състав | Номинация           |
| 2004   | „Отблизо“                                  | Награда на National Board of Review за най-добър актьорски състав | Спечелена           |
| 2006   | „Биячът на мравки“                         | Награда Kids' Choice Awards за най-любим глас в анимационен филм | Номинация           |
| 2006   | „Три дена дъжд“                            | Награда за изключително актьорско майсторство (Drama League Awards) | Номинация           |
| 2008   | „Войната на Чарли Уилсън“                  | Награда „Златен глобус“ за най-добра поддържаща актриса в игрален филм | Номинация           |
| 2009   | „Двуличие“                                 | Награда „Златен глобус“ за най-добра актриса в мюзикъл или комедия | Номинация           |
| 2010   | „Деня на влюбените“;„Яж, моли се и обичай“ | Награда на зрителите за любима филмова актриса | Номинация           |
| 2010   | „Двуличие“                                 | Награда „Златен глобус“ за най-добра филмова актриса в мюзикъл или комедия | Номинация           |
| 2012   | „Огледалце, огледалце“                     | Награда Nickelodeon Kids’ Choice за любим злодей | Номинация           |
| 2013   | „У дома през август“                       | Международна награда AACTA за най-добра поддържаща актриса Награда на Съюза на филмовите журналистки за най-добра актриса Награда BAFTA за най-добра поддържаща роля Награда на Асоциацията на филмовите критици за най-добра поддържаща актриса Награда на Асоциацията на филмовите критици в централно Охайо за най-добра поддържаща актриса Награда на Асоциацията на филмовите критици в Далас за най-добра поддържаща актриса Награда „Златен глобус“ за най-добра поддържаща актриса                                                                   | Номинации           |
| 2013   | „У дома през август“                       | Награда на Холивудския филмов фестивал за поддържаща актриса на годината Награда на Холвидскуя филмов фестивал за най-добър актьорски състав Награда Spotlight на Международния филмов фестивал в Палм Спрингс | Спечелени           |
| 2014   | „У дома през август“                       | Награда на Филовата академия на САЩ за най-добра поддържаща актриса Награда „Златен глобус“ за най-добра поддържаща кино актриса | Номинации           |
| 2014   | „Нормално сърце“                           | Награда на Асоциацията на филмовите критици за най-добра поддържаща актриса в тв филм/ минисериал Награда „Еми“ за изключителна поддържаща актриса в ограничен сериал или телевизионен филм Награда на Гилдищта на актьорите за изключително изпълнение на поддържаща актриса в тв филм или минисериал | Номинации           |
| 2017   | „Пулсът на парите“                         | Награда на публиката за любима актриса в драматичен филм | Номинация           |
| 2018   | „Чудо“                                     | Награда на тийнейджърите за актриса драматичен филм | Номинация           |
| 2019   | „Завръщане“                                | Награда „Златен глобус“ за най-добра актриса в телевизионен сериал – драма Награда на Broadcast Film Critics Association за най-добра актриса в драматичен сериал Награда Gold Derby за главна драматична актриса | Номинации           |
| 2019   | „Завръщане“                                | Награда „Сателит“ за най-добра актриса в драматичен сериал | Спечелена           |
| 2019   | „Бен се завърна“                           | Награда AARP Movies for Grownups за най-добра актриса Награда CinEuphoria за най-добра актриса, международен конкурс | Номинации           |
| 2020   |                                            | Награда „Зала на славата“ на Онлайн филмовата и телевизионна асоциация за актьорско майсторство | Спечелена           |
| 2022   | Gaslit                                     | Награда за най-добра актриса в лимитиран сериал по телевизионна мрежа или кабел, антологичен сериал или телевизионен филм на Телевизионните награди на Асоциацията на холивудските критици Награда за изключителна актриса, създадена за телевизионен филм / ограничен сериал на Мрежата за имидж на жените Международни награди за онлайн кино за най-добра актриса в ограничен сериал или телевизионен филм | Номинация           |
| 2023   | Gaslit                                     | Награда „Сателит“ за най-добра актриса в минисериал Награда „Златен глобус“ за най-добро изпълнение на актриса в ограничен сериал, антологичен сериал или филм, направен за телевизия | Номинация           |